# 蟹江美貴
蟹江美貴（1988年12月4日—）是一位日本女子射箭运动员，日本愛知縣岡崎市人，畢業於岡崎市立東海中学校、愛知産業大学三河高等学校和近畿大学法学部政策法学科。2012年伦敦奥运会获得女子射箭团体铜牌。2014年3月宣布引退。